# Guy Bleus
Guy Bleus (Hasselt, 23 oktober 1950) is een Belgisch kunstenaar die behoort tot de mail art, performance en conceptuele kunst. Hij concentreert zich vooral op administratie en geuren.

## Werken
Op 2 augustus 1979 laat hij zich registreren als merknaam voor de categorieën: "Kl 3 Parfumerieën. Kl 16 Drukwerken, tijdschriften, boeken, foto's, omslagen en brieven. Kl 28 Spellen (...), speelgoederen" in het Benelux Merkenbureau in Den Haag. Sindsdien gebruikt hij het nummer "42.292" als pseudoniem.
Door zijn postale activiteiten bezit hij momenteel een kunstarchief genaamd The Administration Centre – 42.292 met werken en informatie van 6000 kunstenaars uit zo'n zestig landen.
Bleus is de eerste kunstenaar die systematisch geuren gebruikt in de beeldende kunst. Sinds 1979 toont hij geurschilderijen, post hij geparfumeerde objecten en maakt hij aromatische installaties. Tijdens zijn "spray-performances" creëert hij een nevel van geuren over het publiek.
In de jaren 80 en 90 legde Bleus zich toe op fax art. Hij organiseerde meerdere fax-artprojecten en faxperformances.
In 1995 organiseerde hij de reizende tentoonstelling The Artistamp Collection in het 'Provinciaal Museum' (nu Kunstencentrum Z33) in Hasselt en in het 'Poorthuis' in Genk, België. De documentatie was de allereerste mail art catalogus op cd-rom.
In 1997 publiceerde Bleus in samenwerking met 35 mail-artists (waaronder Vittore Baroni, Ken Friedman en Ruud Janssen) het eerste e-mail art-manifest, genaamd Re: The E-Mail-Art & Internet-Art Manifesto in het elektronische magazine E-Pêle-Mêle: E-Mail-Art Netzine.
Samen met Jean Spiroux heeft hij in 2003 de eerste postzegel met als thema mail art gerealiseerd, uitgegeven door De Post in een editie van ruim vier miljoen exemplaren.
In 2005 realiseerde Bleus een mailproject over geuren, haarlokken en kussen (met 778 deelnemende kunstenaars uit 43 landen) in het Kunstencentrum Z33 in Hasselt met een dvd-rom en een website als catalogus.

## Tentoonstelling en collecties
Een retrospectieve van zijn werk vond plaats in het Cultuurcentrum van Hasselt in 2010. De publicatie Pêle-Mêle: Guy Bleus® - 42.292 bevatte met lavendel geparfumeerde schutbladeren en een herdruk van zijn identiteitskaart van Mars uit 1979.
Het oeuvre van Bleus is terug te vinden in internationale archieven en collecties en op het internet.